# Telecomunicações de Campina Grande
Telecomunicações de Campina Grande S/A (TELINGRA) foi a empresa operadora de telefonia do sistema Telebras no município de Campina Grande, estado da Paraíba, durante os anos de 1973-1974, até ser incorporada pela TELPA.

## História
Fundada em 1968 para substituir a antiga empresa Telefônica de Campina Grande, foi absorvida pela Telecomunicações da Paraíba (TELPA) em 1974.

### Empresas
| Ano               | Nome       |
| 1938 - 1968       | Telefônica |
| 1968 - 1974       | Telingra   |
| 1974 - 1998       | TELPA      |
| 1998* - 2007      | Telemar    |
| 2007 - atualmente | Oi         |

*Até o ano 2000, a TELPA foi absorvida pela Telemar após a privatização do sistema Telebras ocorrida em 1998.

### Diretores
| Ano         | Diretor                |
| 1946 - 1964 | Solon Torres de Morais |